# جوزيف شوبرت (ملحن)
جوزيف شوبرت (بالألمانية: Joseph Schubert)‏ هو عازف كمان وملحن ألماني، ولد في 20 ديسمبر 1754 في وارنسدورف ‏ في التشيك، وتوفي في 28 يوليو 1837 في درسدن في ألمانيا.

## وصلات خارجية
- جوزيف شوبرت على موقع ميوزك برينز (الإنجليزية)
- جوزيف شوبرت على موقع ديسكوغز (الإنجليزية)